# Ko umre, videće se opet
Ko umre, videće se opet je epizoda Dilan Doga objavljena u Srbiji premijerno u svesci #189. u izdanju Veselog četvrtka. Na kioscima se pojavila 4. avgusta 2022. Koštala je 350 din (2,9 €; 3,36 $). Imala je 94 strane.

## Originalna epizoda
Originalna epizoda pod nazivom Chi muoro si rivede objavljena je premijerno u #398. regularne edicije Dilana Doga u Italiji u izdanju Bonelija. Izašla je 29. oktobra 2019. Naslovnu stranicu je nacrtao Điđi Kavenađo (Gigo Cavenago). Scenario je napisala Paola Barbato, a epizodu nacrtao Armitano. Koštala je 4,4 €.

## Kratak sadržaj
Ejpril, Dilanova nova devojka, nagovara Dilana da zajedno s njom umre u okviru programa „Vesela smrt“ pre nego što Meteor udari u Zemlju. Dilan se, međutim, opire ovoj ideji, nakon čega Ejpril u besu odlazi iz njegovog stana. Program organizuje korporacija koja kreira (uglavnom filmsku) scenu za svaku porudžbinu. Dilan saznaje da je jedan od umetničkih direktora programa Šerili (#36). Sa njom zajedno odlazi na jednu scenu ubistva.

## Odbrojavanje do udara meteora
Od #178. počelo je zvanično veliko finale i odbrojavane (na naslovnim stranama) do udara Meteora u Zemlju. U ovoj epizodi do udara meteora ostalo je još dve epizode (iako Meteor praktično udara u poslednjem kadru #190). Ovo odbrojavanje traje do #399, tj. #400 originalne serije, tj. do #190-1 Veselog četvrtka. (Veseli četvrtak je već objavio #400 pod nazivom A danas apokalipsa u luksuznom izdanju 19.11.2020. na formatu A4.) Nakon ove epizode, serijal Dilan Doga je resetovan.
Ovo je već drugi Bonelijev junak koji je doživeo reset. Prvi je bio Mister No.

## Prethodna i naredna epizoda
Prethodna sveska nosila je naslov Bolest M (#188), a naredna Upravo venčani (#190).